# Кюлюг-Бильге-хан (уйгурский каган)
Кюлюг-Бильге-хан  (тронное имя кит. упр. 滕里可汗, пиньинь tenglikehan, палл. Тэнликэхань, личное имя кит. упр. 俱錄毗伽, пиньинь julupiga, палл. Цзюйлу Пига, тюр. Кюлюг-Бильге) — каган Уйгурского каганата с 805 года по 808 год. Сын Кутлуга II, избран советом знати.

## Правление
Взойдя на престол, получил от танского императора титул Тэнлиехэцзюйлупигакэхань (滕裏野合俱錄毗伽可汗). В 806 году от уйгур в Китай прибыло два посольства. В числе подданных кагана прибыли и манихейские проповедники, для размещения которых китайский император Тан Сянь-цзун был вынужден построить монастырь (монастырь закрыли в 817 году). За счёт кагана манихейские проповедники осуществляли проникновение в Китай, включая столицу Чанъань, чем вызывали раздражение китайских властей. Стало известно, что манихеи пытаются ввести в каганате употребление в пищу воды и овощей вместо традиционной пищи кочевников — мяса и молока. Чиновники докладывали императору, что манихеи провозят через таможню товары из Центральной Азии и перепродают их купцам и так уходят от налогов.
В 808 году пришло известие о смерти царевны Сяньань. Она прожила в каганате 21 год и была супругой 4 каганов. Вскоре каган умер. Император поддержал избрание каганом Бо-и-хана.